# Viking HK
Viking Håndball Klubb (Viking HK, Viking Håndball), Stavanger Håndball under en period, är en norsk handbollsklubb från Stavanger, bildad den 21 maj 1986. Laget spelar sina hemmamatcher i Hetlandshallen.
Laget har tränats av Gunnar Blombäck under två sejourer (1995–2000 och 2009–2017). Laget har blivit norska mästare en gång (1998) men har också vunnit NM-slutspelet flera gånger. Säsongen 1997/1998 gick också laget, anförda av Christian Berge och Jan Thomas Lauritzen, till semifinal i Cupvinnarcupen men blev utslagna mot CB Caja Cantabria som sedan vann finalen.

## Historia
Viking HK bildades den 21 maj 1986.
Mellan 2000 och 2009 hette laget Stavanger Håndball och var Stavanger IF:s handbollssektion. Samarbetet klubbarna emellan bröts när laget åkte ur Eliteserien. Efter en säsong avancerade laget upp till Eliteserien igen, 2010.
Säsongen 2015/2016 kom laget sist i Elitserien, blev degraderade och har sedan dess inte återkommit dit.

## Spelare i urval
- Christian Berge (1995–1999)
- Steinar Ege (?–1997)
- Ole Erevik (2000–2004)
- Jan Thomas Lauritzen (1995–2000)
- Kjetil Strand (–2003, 2010–2013)